# Insomniaques
Insomniaques (君は放課後インソムニア, Kimi wa Hōkago Insomunia) est une série de mangas japonais écrite et illustrée par Makoto Ojiro. Il a été sérialisé dans le magazine manga seinen de Shōgakukan Weekly Big Comic Spirits depuis mai 2019. Une adaptation de série télévisée animée par Liden Films est diffusée depuis avril 2023. Une adaptation cinématographique en prise de vue réelle est également sortie en juin 2023.

## Synopsis
Dans la petite ville de Nanao, l'insomniaque Ganta Nakami tente de faire une sieste dans l'observatoire astronomique abandonné de son école. Là, il tombe sur une fille sociable et insouciante nommée Isaki Magari qui a le même problème. Les deux forment une amitié maladroite et rétablissent le défunt club d'astronomie de leur école.

## Personnages
Ganta Nakami (中見 丸太, Nakami Ganta)
Voix japonaise : Gen Satō
Insomniaque, Ganta est souvent les nerfs à fleur de peau et a donc du mal à se faire des amis. Il vit seul avec son père. À sa création, il devient président du club d’astronomie et va chercher à s’améliorer pour faire les meilleures photographies possibles. Il est soucieux d’aider Isaki à aller mieux ; il cherche aussi à poser le moins de soucis possibles à son père.
Isaki Magari (曲 伊咲, Magari Isaki)
Voix japonaise : Konomi Tamura (ja)
Elle vit avec ses deux parents. Elle a eu des problèmes cardiaques dès sa naissance et, même si elle va mieux depuis, notamment grâce à une pratique régulière du sport, elle craint de mourir durant son sommeil. Elle fait partie du club de natation et se montre beaucoup plus ouverte que Ganta ; elle ne veut pas être traitée d’une façon spécifique en raison de ses problèmes de santé, ni inquiéter ses proches auxquels elle cache ses insomnies.
Yui Shiromaru (白丸 結, Shiromaru Yui)
Voix japonaise : Haruka Tomatsu
Ancienne membre du club d’astronomie, elle en est ensuite devenue la seule membre après le départ de ses aînés. Une de ses photos lui a permis de remporter un concours. Depuis, elle travaille dans une salle d’arcade mais s’intéresse toujours à l’astronomie. Elle va aider Ganta à en apprendre les bases. Elle le taquine fréquemment sur la nature de sa relation avec Isaki et le qualifie de "gigolo".
Tao Ukegawa (受川 太鳳, Ukegawa Tao)
Voix japonaise : Seiichiro Yamashita (en)
Le meilleur ami de Ganta, qu'il connaît depuis l'école primaire. Il connaît ses soucis et essaie de l'aider.
Motoko Kanikawa (蟹川 モトコ, Kanikawa Motoko)
Voix japonaise : Lynn
Une des amies d'Isaki ; elle est surnommée "Kani". Elle a un caractère vif et est douée en classe ; elle s'entend mal avec Ganta, dont elle jalouse les résultats scolaires. Elle n'aime pas être laissée de côté. Elle travaille dans le restaurant de ses parents.
Kanami Anamizu (穴水 かなみ, Anamizu Kanami)
Voix japonaise : Natsumi Fujiwara (en)
Une des amies d'Isaki. Elle est membre du club de baseball : pas très douée, elle commet des erreurs mais s'entraîne avec acharnement. Elle se chamaille souvent avec Kani et est amoureuse d'Hira, un joueur du club de baseball.
Mina Nono (野々 三奈, Nono Mina)
Voix japonaise : Sumire Morohoshi
Une des amies d'Isaki, surnommée Nono-San par celle-ci ; son véritable prénom est Mina mais un de ses kanjis peut se lire "san". Elle est douée pour la peinture et réalisera l'affiche du club d'astronomie pour la nuit d'observation des étoiles filantes
Usako Kurashiki (倉敷 兎子, Kurashiki Usako)
Voix japonaise : Mamiko Noto
Elle est l'infirmière du lycée. De caractère assez nonchalant, elle tient à son confort. Elle comprend cependant les soucis de Ganta et d’Isaki et va superviser le club d’astronomie.
Rui Haida (灰田 塁, Haida Rui)
Voix japonaise : Shō Karino (ja)
Doué pour le baseball, Haida l'a abandonné au lycée dès qu'il a rencontré des difficultés. Il est dynamique et manque souvent de tact. Il n'a cependant pas de mauvaises intentions. Il tombe amoureux d'Anamizu.
Haya Magari (曲 早矢, Magari Haya)
Voix japonaise : Sora Amamiya
Kai Shiromaru (白丸 甲斐, Shiromaru Kai)
Il est le cousin de Yui. Il a un an de moins qu'elle. Il a décidé d'intégrer le club d'astronomie afin d'apprendre la photographie. Il devient le prochain lorsque Ganta quitte le lycée.
Akane Furukimi (古君 茜, Furukimi Akane)
Elle est l'ami de Suzu. Elle intègre de club d'astronomie en même temps que kai.
Suzu Chiura (千浦すず, Chiura Suzu)
Suzu est passionnée de science et d'astronomie. Elle intègre le club d'astronomie lorsqu'elle est en seconde en même temps que Kai et Akane, son ami.

## Médias

### Mangas
Écrit et illustré par Makoto Ojiro, Insomniacs After School a commencé dans le magazine manga seinen de Shōgakukan Weekly Big Comic Spirits le 20 mai 2019. Shōgakukan a rassemblé ses chapitres dans des volumes tankōbon individuels. Le premier volume est sorti le 12 septembre 2019. Au 21 août 2023, quatorze volumes avaient été publiés.

En juin 2022, Viz Media annonce avoir licencié la série pour une publication en version anglaise. En France, le manga est publié par Soleil Manga.
| no | Japonais          | Japonais                             | Français         | Français                             |
| no | Date de sortie    | ISBN                                 | Date de sortie   | ISBN                                 |
| -- | ----------------- | ------------------------------------ | ---------------- | ------------------------------------ |
| 1  | 12 septembre 2019 | 978-4-09-860395-4 (édition standard) | 12 mai 2021      | 978-2-302-09229-7 (édition standard) |
| 2  | 12 décembre 2019  | 978-4-09-860457-9 (édition standard) | 25 août 2021     | 978-2-302-09230-3 (édition standard) |
| 3  | 10 avril 2020     | 978-4-09-860573-6 (édition standard) | 24 novembre 2021 | 978-2-302-09231-0 (édition standard) |
| 4  | 7 août 2020       | 978-4-09-860692-4 (édition standard) | 9 février 2022   | 978-2-302-09625-7 (édition standard) |
| 5  | 11 décembre 2020  | 978-4-09-860781-5 (édition standard) | 11 mai 2022      | 97-8-230-209722-3 (édition standard) |
| 6  | 12 avril 2021     | 978-4-09-860879-9 (édition standard) | 25 août 2021     | 978-2-302-09723-0 (édition standard) |
| 7  | 29 octobre 2021   | 978-4-09-861142-3 (édition standard) | 16 novembre 2022 | 978-2-302-09862-6 (édition standard) |
| 8  | 12 janvier 2022   | 978-4-09-861215-4 (édition standard) | 15 février 2023  | 978-2-302-09899-2 (édition standard) |
| 9  | 10 juin 2022      | 978-4-09-861314-4 (édition standard) | 24 mai 2023      | 978-2-302-09988-3 (édition standard) |
| 10 | 12 septembre 2022 | 978-4-09-861428-8 (édition standard) | 8 novembre 2023  | 978-2-302-10131-9 (édition standard) |
| 11 | 12 janvier 2023   | 978-4-09-861499-8 (édition standard) | 14 février 2024  | 978-2-302-10184-5 (édition standard) |
| 12 | 6 avril 2023      | 978-4-09-861613-8 (édition standard) | 15 mai 2024      | 978-2-302-10185-2 (édition standard) |
| 13 | 12 juin 2023      | 978-4-09-861721-0 (édition standard) | 4 septembre 2024 | 978-2-302-10308-5 (édition standard) |
| 14 | 12 octobre 2023   | 978-4-09-862536-9 (édition standard) | 5 mars 2025      | 978-2-302-10404-4 (édition standard) |

### Animé
En janvier 2022, une adaptation d'une série télévisée animée a été annoncée. La série est produite par Liden Films et réalisée par Yūki Ikeda, avec des scénarios écrits par Rintarō Ikeda, des conceptions de personnages gérées par Yuki Fukuda et une musique composée par Yuki Hayashi. Elle a été diffusée à partir d'avril 2023 sur TV Tokyo et d'autres chaînes, au Japon, sur ADN et sur J-One en France. Elle comporte 13 épisodes et adapte le manga avec quelques variantes jusqu'au début du volume 7.
| No | Titre français                            | Titre japonais                       | Titre japonais                            | Date de 1re diffusion |
| No | Titre français                            | Kanji                                | Rōmaji                                    | Date de 1re diffusion |
| -- | ----------------------------------------- | ------------------------------------ | ----------------------------------------- | --------------------- |
| 1  | Capella, constellation du cocher          | 能登星 (ぎょしゃ座カペラ)            | Notoboshi (Gyosha-za Capella)             | 10 avril 2023         |
| 2  | Étoile du chat, constellation du scorpion | 猫の目星 (さそり座の二番星)          | Neko no Meboshi (Sasori-za no ni Bansei)  | 14 avril 2023         |
| 3  | Fomalhaut, constellation du poisson       | ⼀つ星さん フオーマルハウト          | Hitotsu Boshisan -Fomalhaut-              | 24 avril 2023         |
| 4  | Vénus, reine du ciel                      | 天津甕星 金星                        | Amatsu Mikahoshi -Kanaboshi-              | 5 mai 2023            |
| 5  | Canopus, constellation de la carène       | ⾶び上がり星 りゅうこつ星 力ノープス | Tobiagari Hoshi -Riyuukotsuhoshi Canopus- | 8 mai 2023            |
| 6  | Étoile courante, étoile filante           | 走り星 流星                          | Hashiriboshi -Ryuusei-                    | 15 mai 2023           |
| 7  | Feu d'artifice, les Pléiades              | 花火星 プレアデス星団                | Hanabiboshi -Plelaides Hoshi-             | 22 mai 2023           |
| 8  | Étoile de la réunion, les Pléiades        | 花⽕星 プレアデス星团                | Hanabiboshi -Plelaides Hoshi-             | 29 mai 2023           |
| 9  | Tête-à-tête étoilé, Altaïr et Véga        | 集まり星 プレアデス星团              | Atsumariboshi -Plelaides Hoshi-           | 5 juin 2023           |
| 10 | Spica, constellation de la Vierge         | 姉はん星 乙女座スピ力                | Anehanhoshi -Otomeza Spica-               | 12 juin 2023          |
| 11 | Étoile du Berger, les Pléiades            | 夜明けの⼀番星 プレアデス星团        | Yoake no Ichibanboshi -Pleiades Hoshi-    | 19 juin 2023          |
| 12 | Étoile perdue, planète                    | 迷い星 惑星                          | Mayoiboshi -Wakusei-                      | 26 juin 2023          |
| 13 | Première étoile, Mathusalem               | 最古の星 メトツエラ                  | Saikoboshi -Metotsuera-                   | 3 juillet 2023        |

### Film
En janvier 2022, une adaptation cinématographique en direct a été annoncée. Le film est réalisé par Chihiro Ikeda, produit par United Productions via A24 et distribué par Pony Canyon. Le film est sorti le 26 juin 2023,.

### Autres médias
Le groupe japonais Macaroni Enpitsu (ja) a sorti un clip vidéo pour son single Enshin (遠心, "Centrifuge") , qui présentait l'art du manga, le 21 novembre 2019,.